# Daniel Ludet
Daniel Ludet, né le  7 octobre 1948 à Paris, est un magistrat français, ayant aussi exercé des fonctions administratives et d'expertise en matière d'organisation, de déontologie et d'indépendance judiciaires.

## Biographie
Daniel Ludet, après des études à la faculté de droit de Nanterre, est assistant de droit public à l'Université de Paris X-Nanterre de 1972 à 1978.

### Juridiction
Il entre à l'Ecole nationale de la magistrature comme auditeur de justice en 1978.
À sa sortie de l'ENM, en janvier 1980, il est nommé juge au tribunal de grande instance de Valenciennes.
Le 19 janvier 1996, il est nommé président de chambre à la cour d'appel de Douai puis, le 28 août 1997, affecté comme substitut général à la cour d'appel de Paris, poste relais pour pouvoir exercer des fonctions au cabinet du Premier ministre.
En septembre 2002, il est avocat général à la cour d'appel de Paris.
Le 9 janvier 2007, il est nommé conseiller à la Cour de Cassation. En octobre 2016, il devient conseiller honoraire à la Cour de cassation.

### Justice européenne
De janvier 1988 à 1990, il est détaché comme référendaire à la Cour de justice des communautés européennes.

### Cabinet ministériel
En novembre 1990, Daniel Ludet rejoint, comme conseiller technique, le cabinet du ministre de la justice (Henri Nallet).
Du 27 novembre 1991 au 5 juin 1992, il est successivement directeur-adjoint du cabinet de deux ministres de la justice (Henri Nallet et Michel Vauzelle - d’avril à juin 1992 -).
Le 9 juin 1997, il devient « conseiller pour la justice » dans le cabinet du Premier ministre (Lionel Jospin) et exerce ces fonctions jusqu'en mai 2002.

### Écoles
Succédant à Hubert Dalle, il est nommé directeur de l'École nationale de la magistrature de 1992 au 8 février 1996, date à laquelle il est remplacé par Dominique Main.

### Conseil supérieur de la magistrature
Il siège au Conseil supérieur de la magistrature de 2011 à 2015, élu comme membre de la formation compétente à l'égard des magistrats du siège.

### Déontologie

#### Déontologue de la Haute Autorité de santé
Inaugurant la fonction, Daniel Ludet est nommé, le 17 octobre 2016, déontologue de la Haute Autorité de santé (HAS).
Le déontologue de HAS veille, selon l’article L. 1451-4 du Code de la santé publique, au respect des obligations de déclaration des liens d’intérêts et de prévention des conflits d’intérêts des personnes relevant de cette autorité. Il s'assure que les déclarations des personnes assujetties à cette obligation ont été déposées et sont à jour.
Les articles R1451-10 et suivants du Code de la Santé publique, précisent les conditions d'exercice de la fonction, qui s'exerce en toute indépendance, et font de lui le garant des bonnes pratiques en matière de gestion des conflits d'intérêts, en liaison avec le collège de la Haute Autorité de santé, et en conformité avec son guide de déontologie.
Un rapport annuel rend compte de l'activité du déontologue en 2016/2017, 2017/2018, 2018/2019, 2019/2020, 2020/2021, 2021/2022.
Le 16 octobre 2022, Daniel Ludet est remplacé dans ses fonctions par Robert Gelli.

#### Président du Collège de déontologie des magistrats de l'ordre judiciaire
De 2020 à 2023, Daniel Ludet, conseiller honoraire à la  Cour  de  cassation, ancien membre du Conseil supérieur de la magistrature, est nommé par le président de la République, sur proposition de la formation plénière du Conseil supérieur de la magistrature, au Collège de déontologie des magistrats de l'ordre judiciaire. Il est élu par ses pairs comme président du Collège.

#### Président du collège de déontologie du Conseil économique, social et environnemental
En 2025, il est élu président du collège de déontologie du Conseil économique, social et environnemental. Cette structure, composée de six membres, installée le 24 mars 2022, est chargée d'appliquer le code de déontologie du CESE, approuvé par décret. Son premier rapport a été publié en mai 2023. Daniel Ludet succède, dans cette fonction, à Éric Buge, maître des requêtes au Conseil d'État.

### Magistrature
En mai 1982, il est magistrat à l'administration centrale du ministère de la justice (MACJ) au bureau du statut des magistrats, au sein de la direction des Services juridiques.
De 1990 à 2010, il participe aux travaux du Conseil de l’Europe sur l’indépendance judiciaire, rédige le projet de Charte européenne sur le statut des juges au sein d’un groupe de trois rapporteurs (1998) et participe à l’élaboration de la Recommandation du Conseil de l’Europe du 17 novembre 2010 sur les juges.
Daniel Ludet est l'auteur d'articles sur la responsabilité, la déontologie des magistrats et l’indépendance judiciaire dans le cadre de l’État de droit et dans une société démocratique.

## Pour approfondir

#### Ouvrages collectifs
- Daniel Ludet, La formation des juges et des magistrats du parquet en Europe, Conseil de l'Europe (Actes de congrès), 1996 (lire en ligne), p. 19-22
- Daniel Ludet, Les juges : statut, recrutement, carrière, formation, Conseil de l'Europe (Actes de congrès), 1998, 80 p. (ISBN 9789287135995, lire en ligne), p. 39-42
- Daniel Ludet, Chapitre 2. Les consultations préalables aux réformes de la justice : avis des autorités juridictionnelles et des professions judiciaires, in Réforme de la justice, réforme de l'État, Presses Universitaires de France, 2003 (lire en ligne), p. 91-102
- Daniel Ludet, in : La justice, réformes et enjeux, Cahiers français (no 334), septembre-octobre 2006, 95 p.
- Daniel Ludet, Les mécanismes actuels de la responsabilité des magistrats doivent-ils être modifiés ? in S. Gaboriau et H. Pauliat (dir.), La responsabilité des magistrats, Presses Universitaires de Limoges - Pulim, 2008, 242 p. (ISBN 9782842874612, lire en ligne), p. 207

#### Principaux articles
- Daniel Ludet, « Quelle responsabilité pour les magistrats ? », Pouvoirs, no 74,‎ 1995 (lire en ligne [PDF])
- Daniel Ludet, « Les relations entre la Chancellerie et les parquets en questions. Entretien avec Daniel Ludet », Mouvements, nos 29-30,‎ 2003, p. 19
- Daniel Ludet, « A propos de la responsabilité des magistrats », La Gazette du Palais,‎ 23-24 septembre 2005 (lire en ligne)
- Daniel Ludet, « La justice après Outreau », Esprit, no 5,‎ mai 2006, p. 103 à 120 (lire en ligne)
- Daniel Ludet, « Infaillibles, les juges ? », Après-demain, no 41,‎ janvier 2017 (lire en ligne)
- Daniel Ludet, « L’interaction judiciaire ou l’institutionnalisation du dialogue avec le Protocole n° 16 (analyse de la première saisine par la Cour de cassation de France) », Revue trimestrielle des droits de l'Homme, no 121,‎ janvier 2020 (lire en ligne)
- Daniel Ludet, « Le juge doit-il payer ? », Délibérée, no 16,‎ février 2022, p. 6-17 (lire en ligne)